# Deluxe Distribution
Die 1987 in San Francisco gegründete Firma Deluxe Distribution (kurz DLXSF) stellt unter anderem Hardware fürs Skateboard und Bekleidung her.
Vermarktet werden die Produkte unter verschiedenen Markennamen, von denen sich jede auf ein bestimmtes Bestandteil des Skateboards (z. B. Wheels oder Decks) spezialisiert hat, möglicherweise um eine gegenseitige Kannibalisierung der Marktanteile zu vermeiden. Allerdings bieten überproportional viele Marken Decks an.

## Marken

### Spitfire
Spitfire Wheels ist eine der bekanntesten Wheels (Rollen)-Marken auf dem Skateboardmarkt. Das Markenzeichen ist der sogenannte Feuerkopf (Bighead), der auf fast allen ihrer Produkte erscheint. In ihrem Produktsortiment werden unter anderem folgende Waren geführt:
- Wheels (Rollen) in verschiedenen Härten
- Bekleidung (T-Shirts, Sweatshirts, Kapuzenpullover, Hosen, Mützen usw.)
- Rucksäcke
- Zubehör (Geldbeutel, Feuerzeuge, Hosengürtel, Lufterfrischer, Sticker usw.)
- Kugellager

### Real
Die Marke Real führt folgende Produkte:
- Decks
- Bekleidung (T-Shirts, Hosen, Mützen)
- Rucksäcke
- Zubehör (Hosengürtel usw.)

### Krooked
- Decks
- Bekleidung
- Rucksäcke
- Zubehör
- Wheels (Rollen)

### Anti-Hero
- Decks
- Bekleidung
- Videos
- Zubehör

### Thunder
- Bekleidung
- Trucks (Achsen)
- Zubehör

### Rasa Libre
- Decks
- Bekleidung
- Zubehör